# Dicranota bernardinensis
Dicranota (Dicranota) bernardinensis là một loài ruồi trong họ Pediciidae. Chúng phân bố ở vùng sinh thái Nearctic.